# Königsstuhl (Rügen)

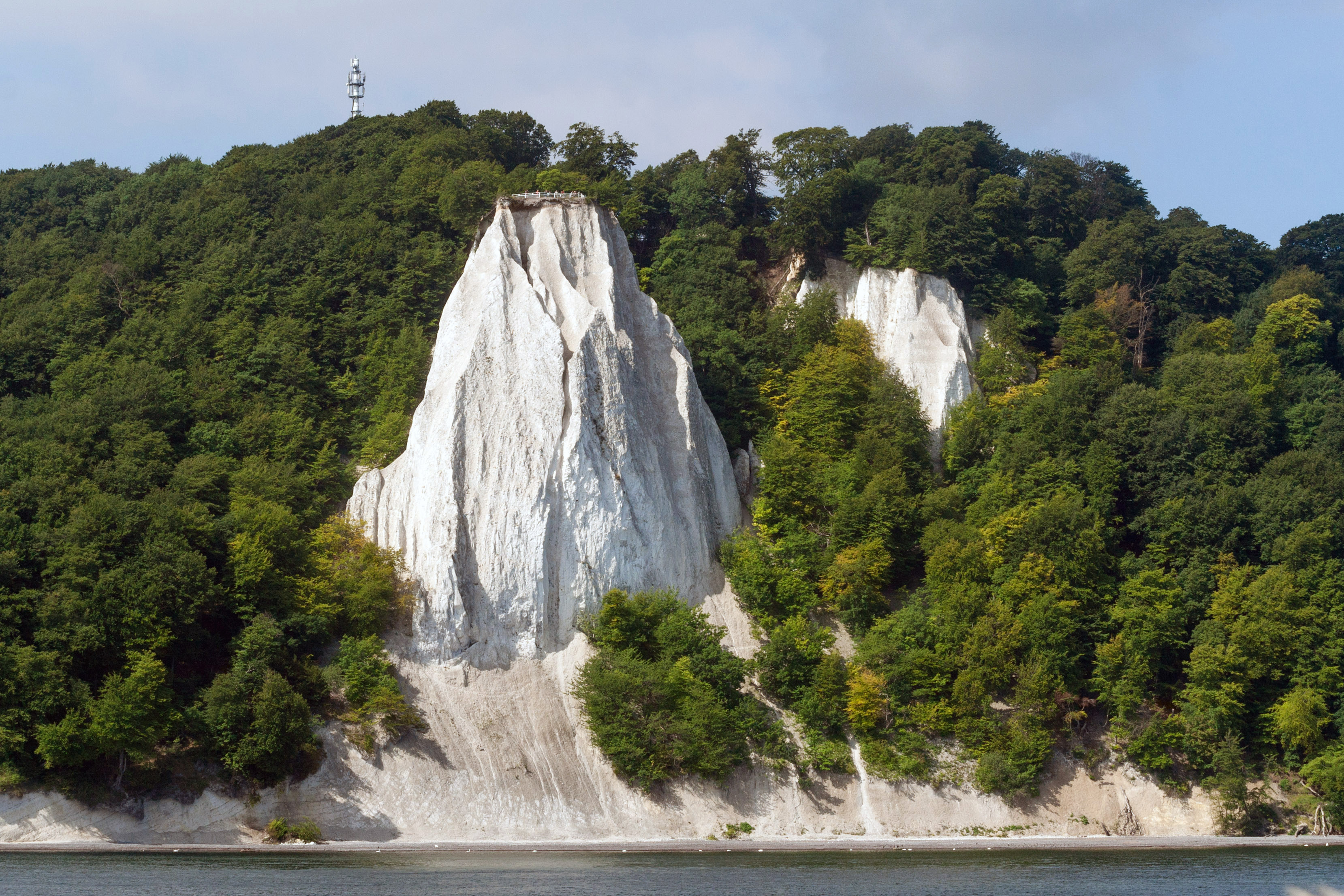
Rügen: la scogliera di Königsstuhl

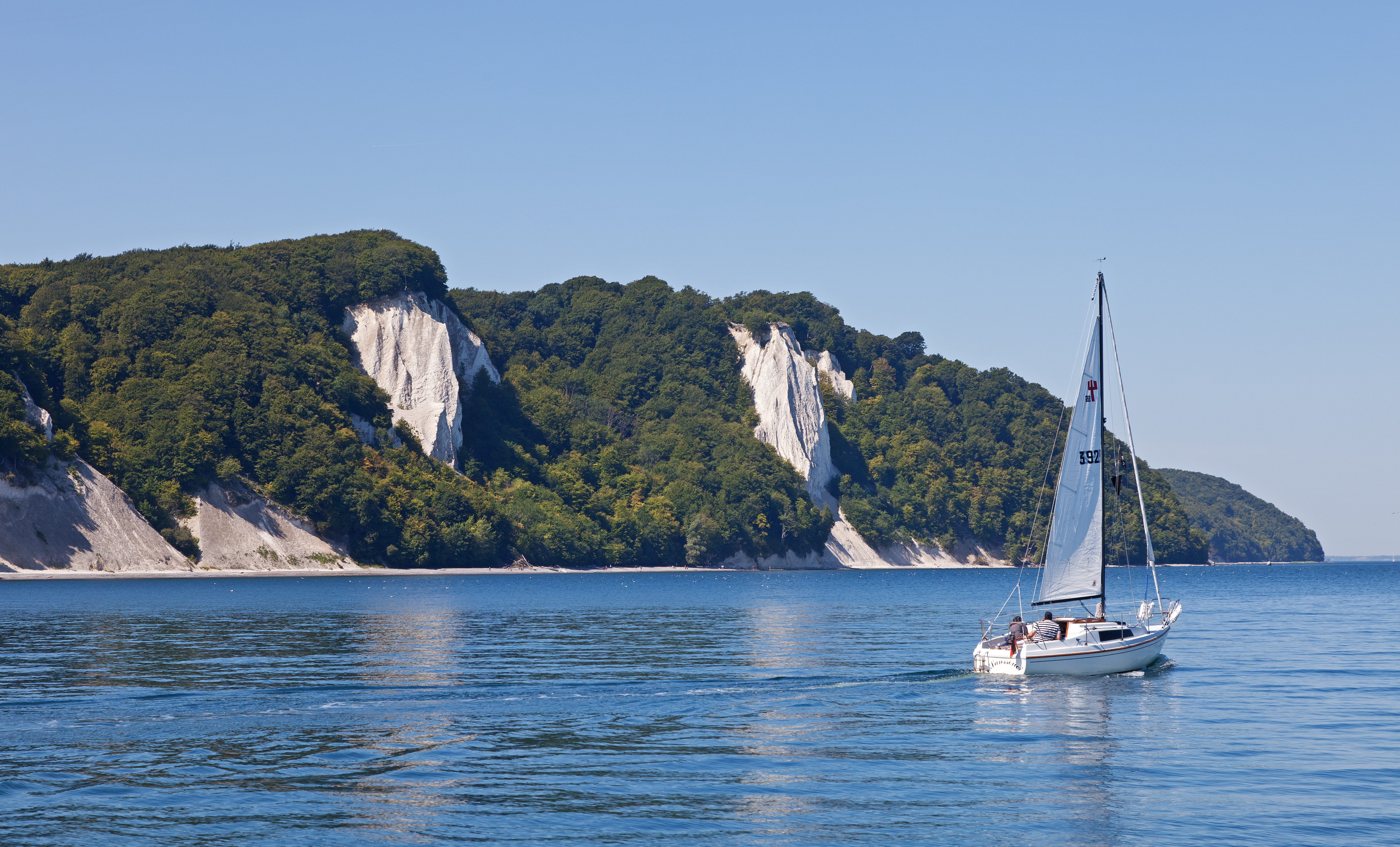
Rügen: Veduta di Königsstuhl e di Viktoria-Sicht

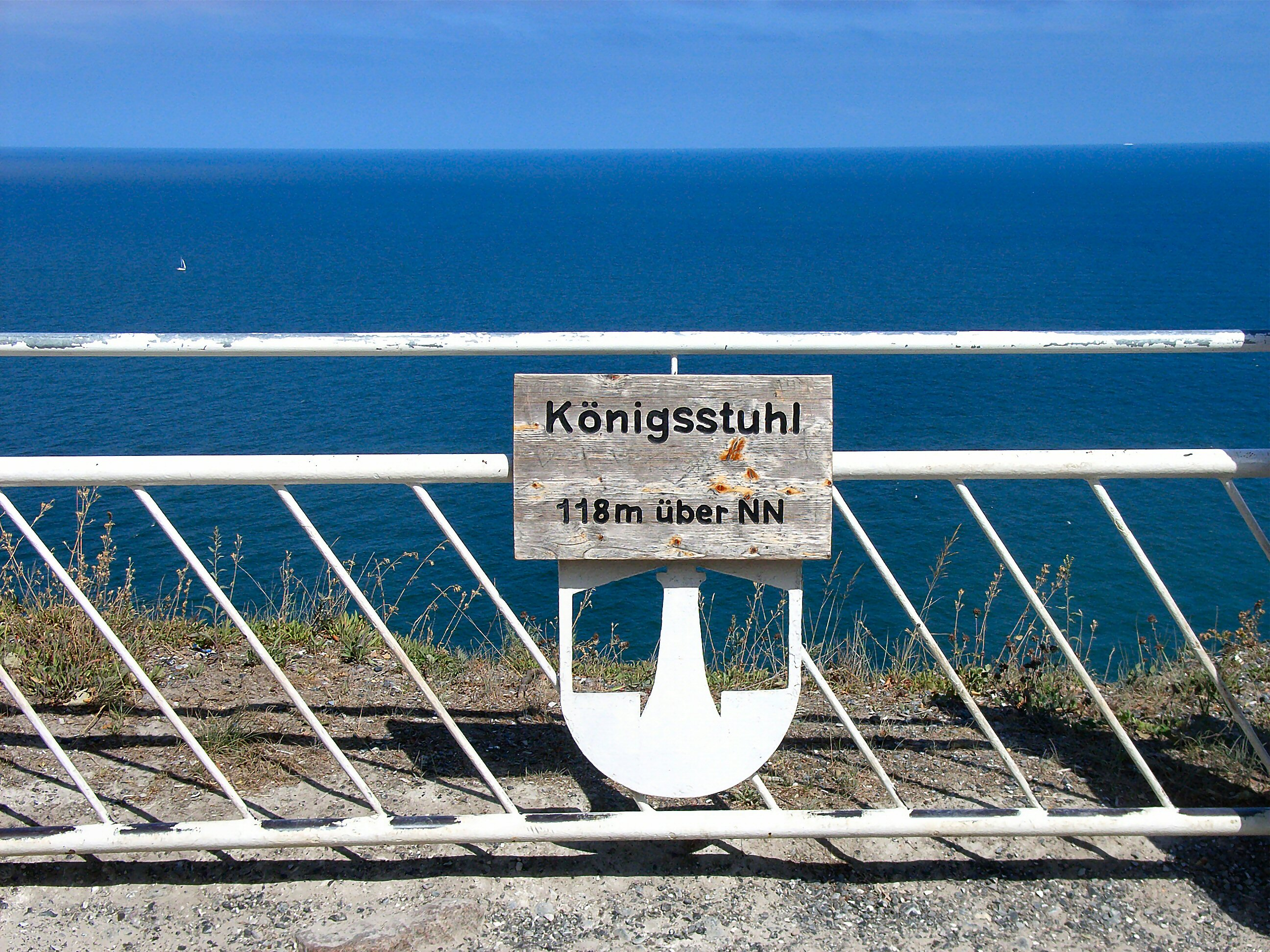
Insegna sulla cima della scogliera

Königsstuhl (letteralmente "sedia del re") è la più celebre e, con i suoi con i suoi 117-118 metri di altezza, la più alta scogliera dell'isola tedesca di Rügen, nel Land Meclemburgo-Pomerania Anteriore (Germania nord-orientale): fa parte dello Stubbenkammer, il gruppo di scogliere in gesso situate nella penisola di Jasmund e incluse nell'area del parco nazionale di Jasmund (patrimonio dell'umanità dell'UNESCO).
La scogliera vanta la presensa di oltre un milione di visitatori l'anno.

## Geografia fisica
Königsstuhl si trova lungo il tratto nord-orientale della penisola di Jasmund e del parco nazionale di Jasmund, a sud-est di Lohme e a nord di Sassnitz. Si trova nei pressi di un'altra scogliera, Viktoria-Sicht.
Pur essendo, la più alta scogliera non costituisce il punto più elevato in assoluto dell'isola di Rügen, rappresentato dal Piekberg, una vetta di 161 situata nei dintorni.

## Origini del nome
Sull'origine del nome Königsstuhl vi sono due ipotesi.
La prima ipotesi si rifà a una leggenda locale, secondo la quale colui che sarebbe riuscito a scalare la scogliera fino alla cima sarebbe diventato re.
La seconda ipotesi si rifà a un possibile evento storico secondo cui nel 1719 il re Carlo XII di Svezia, reduce da una battaglia in mare contro i Danesi, si sarebbe riposato su una sedia ai piedi della scogliera.

## Storia
Nel 2004, venne inaugurato nei pressi della scogliera un centro informativo, il Nationalpark Zentrum Königsstuhl.
A fine 2011, il geologo Karsten Schütze del LUNG (Landesamtes für Umwelt, Natur und Geologie) pubblicò un articolo, in cui avvertiva del rischio di crollo della scogliera di Königsstuhl, ravvisando delle crepe di circa 80 metri di lunghezza. Tuttavia, non sarebbe possibile fare previsioni riguardo a una data, neanche approssimativa, in cui tale evento potrebbe aver luogo.

## Königsstuhl nella cultura di massa
È dibattuto se sia stata Köningsstuhl oppure la vicina scogliera Wissower Klinken (che era situtata a sud di Köningsstuhl e che è crollata in mare il 24 febbraio 2005) il soggetto del dipinto di Le bianche scogliere di Rügen di Caspar David Friedrich.
Köningsstuhl è inoltre ritratta su una moneta commemorativa da 2 euro nel 2024. Tale moneta ricade nel programma di monete simili denominato Bundesländer II (seconda serie).

## Il Nationalpark Zentrum Königsstuhl
Il centro informativo situato nei pressi della scogliera, il  Nationalpark Zentrum Königsstuhl, occupa un'area di 28.000 m² e disponde di un'area espositiva di 2.000 m².